# Syzeton flavipennis
Syzeton flavipennis es una especie de coleóptero de la familia Aderidae.

## Distribución geográfica
Habita en República Democrática del Congo.